# جنگل‌های مختلط ساخالین جنوبی-کوریل
منطقه اکولوژیکی جنگل‌های مختلط ساخالین-کوریل جنوبی (شناسه ووف: پی آ ۰۴۳۸) بین منطقه جنوب غربی جزیره ساخالین و سه جزیره جنوبی زنجیره جزایر کوریل در خاور دور روسیه تقسیم شده است. این منطقه اکولوژیکی در قلمرو پالئارکتیک با آب و هوای قاره‌ای مرطوب قرار دارد. این منطقه ۱۲٬۴۳۲ کیلومتر مربع (۴٬۸۰۰ مایل مربع) پوشش می‌دهد. .

## مکان و توضیحات
سمت جزیره ساخالین این منطقه اکولوژیکی از غرب به دریای ژاپن و از شرق به دریای اوخوتسک مشرف است. با توجه به قرار گرفتن در انتهای جنوبی جزیره، حیات گیاهی متراکم‌تر و متنوع‌تر است. سمت جزایر کوریل این منطقه اکولوژیکی دارای سطوح بالایی از تنوع زیستی است که منعکس کننده موقعیت جزایر در امتداد محل تلاقی جریان‌های دریایی گرم و سرد (به ترتیب اقیانوس آرام و دریای اوخوتسک) است. غنای حاصل از حیات دریایی، کلونی‌های بزرگی از پرندگان دریایی را به خود جذب می‌کند. منطقه اکولوژیکی در جزایر کوریل به عنوان سه جزیره جنوبی تعریف می‌شود: جزیره کوناشیر، ایتوروپ و شیکوتان. این جزایر در آخرین دوره یخبندان به جزیره ژاپنی هوکایدو متصل بودند و برخلاف دو سوم شمالی جزایر کوریل، در زمستان پوشیده از یخ نیستند.

## آب و هوا
این منطقه دارای آب و هوای قاره‌ای مرطوب - زیرگروه تابستان‌های گرم (طبقه‌بندی اقلیمی کوپن دی اف آ) با اختلاف دمای فصلی زیاد و تابستان گرم (حداقل یک ماه با میانگین بیش از ۲۲ درجه سلسیوس (۷۲ درجه فارنهایت) است و زمستان‌های معتدل. این شرایط موجب رشد گونه‌های گیاهی متنوعی از جمله درختان پهن‌برگ و مخروطی می‌شود. بارندگی نسبتاً یکنواخت در طول سال، همراه با رطوبت بالا، محیطی مناسب برای قارچ‌ها، خزه‌ها و سرخس‌ها فراهم کرده است. همچنین، تغییرات دمایی شدید بین فصول، به سازگاری خاص گونه‌های جانوری منجر شده که توانایی تحمل نوسانات اقلیمی را دارند.

## گیاهان و جانوران
این منطقه به دلیل آب و هوای نسبتاً معتدل، قرارگیری در منطقه انتقالی و موقعیت جزیره‌ای، از تنوع زیستی بالایی برخوردار است. ترکیب گونه‌های گیاهی گرم‌سیری و سردسیری، همراه با حضور جانوران بومی و مهاجر، اکوسیستم منحصربه‌فردی را شکل داده است. این تنوع، نتیجه تعامل بین جریان‌های اقیانوسی، رطوبت بالا و خاک‌های حاصل‌خیز آتشفشانی منطقه است. پوشش گیاهی جزایر کوریل جنوبی ارتباط نزدیکی با پوشش گیاهی هوکایدو دارد و بومی بودن آن کم است. بیشه بامبو، یکی از جوامع گیاهی غالب در جزایر کوریل جنوبی است. برفی که در زمستان بر بیشه‌های بامبوی همیشه سبز می‌بارد، زیر درختان را عایق می‌کند که نسبتاً خالی است اما پر از حشره‌خوار، موش و سایر جوندگان است. این حیوانات همچنین در بیشه‌های پررشد، که نمونه بارز آنها شبدر سفید و «گندم سیاه ساخالین» (رینوتریا ساچالیننسیس) است، رشد می‌کنند.
اگرچه جوامع گیاهی برای جوندگان مطلوب هستند، اما یکی از ویژگی‌های قابل توجه حیات جانوری در جزایر کوریل جنوبی، غلبه گونه‌های شکارچی مانند روباه، سمور و خرس است که مجبور به توسعه منابع غذایی وسیع‌تری، به ویژه منابع دریایی در سواحل، شده‌اند. ماهی قزل‌آلا در نهرها فراوان است.

## محافظت‌ها
مناطق حفاظت‌شده قابل توجه فدراسیون روسیه در منطقه اکولوژیکی عبارتند از:
- منطقه حفاظت‌شده طبیعی کوریل، که مناطق شمالی و جنوبی جزیره کوناشیر در کوریل را پوشش می‌دهد. (مساحت: ۶۵۴ کیلومتر مربع)

این منطقه در طبقه آی یو سی ان با عنوان «مناطق اکولوژیکی اکید» (زاپودنیک) قرار دارد.